# IBSAワールドゲームズ
IBSAワールドゲームズ（英: IBSA World Games）とは国際視覚障害者スポーツ連盟（略称: IBSA）により、原則4年ごとに開催される、視覚障害者のための総合スポーツ競技大会である。第1回大会が1998年にスペインのマドリードで行われた。一部競技は翌年のパラリンピック予選を兼ねる事が多い。

## 実施競技
2015年大会実施競技
- 陸上競技
- パワーリフティング
- ゴールボール
- 柔道
- ブラインドサッカー B1
- ロービジョンフットサル B2/B3
- チェス
- ボウリング
- 競泳
- ショウダウン

## 大会一覧
| 回 | 年     | 開催都市     | 開催国   | 期間           |
| -- | ------ | ------------ | -------- | -------------- |
| 1  | 1998年 | マドリード   | スペイン | 7月18日-26日   |
| 2  | 2003年 | ケベック     | カナダ   | 8月5日-10日    |
| 3  | 2007年 | サンパウロ   | ブラジル | 7月28日-8月8日 |
| 4  | 2011年 | アンタルヤ   | トルコ   | 4月1日-10日    |
| 5  | 2015年 | ソウル       | 韓国     | 5月8日-18日    |
|    | 2019年 | （中止）     |          |                |
| 7  | 2023年 | バーミンガム | イギリス | 8月18日–27日   |